# Smashing Anthems
SMASHING ANTHEMS – jedenasty album japońskiej piosenkarki Nany Mizuki, wydany 11 listopada 2015 roku. Osiągnął 2 pozycję na liście Oricon i pozostał na niej przez 10 tygodni, sprzedał się w nakładzie 78 559 egzemplarzy.
Album został wydany w trzech edycjach: regularnej i dwóch limitowanych CD+DVD/BD.
Utwór Glorious Break został użyty w anime Senki zesshō Symphogear GX, SUPER☆MAN użyto w rozpoczęciach programu Tokyo EXTRA, a Lazy Syndrome i Koi uta. zostały użyte w zakończeniach programu radiowego Mizuki Nana no M no sekai (jap. 水樹奈々のMの世界).

## Lista utworów
| CD  |                                                                                |                   |                                     |                                  |      |
| Nr  | Tytuł                                                                          | Słowa             | Kompozycja                          | Aranżacja                        | Czas |
| 1.  | „Glorious Break”                                                               | Shihori           | Noriyasu Agematsu (Elements Garden) | Hitoshi Fujima (Elements Garden) |      |
| 2.  | „Never Let Go”                                                                 | Gorō Matsui       | Keisuke Yamasaki                    | Keisuke Yamasaki                 |      |
| 3.  | „SUPER☆MAN”                                                                    | Kon-K             | Kon-K                               | Jun Suyama                       |      |
| 4.  | „Angel Blossom”                                                                | Nana Mizuki       | Hajime Mitsumasu                    | EFFY                             |      |
| 5.  | „BRACELET”                                                                     | Shōko Fujibayashi | Hiroyuki Itō                        | Kengo Minamida                   |      |
| 6.  | „Lazy Syndrome” (jap. レイジーシンドローム Reijī Snhindorōmu)                  | Takumi Yoshida    | Takumi Yoshida                      | Hitoshi Fujima (Elements Garden) |      |
| 7.  | „Koi uta.” (jap. コイウタ。)                                                   | Shihori           | Yū Nakano                           | Ryōsuke Nakanishi                |      |
| 8.  | „Kindan no Resistance -Extended Mix-” (jap. 禁断のレジスタンス -Extended Mix-) | Nana Mizuki       | Yūsuke Katō                         | Yūsuke Katō                      |      |
| 9.  | „The NEW STAR”                                                                 | Kanao Itabashi    | Atsushi Kimura                      | Atsushi Kimura                   |      |
| 10. | „Clutch!!”                                                                     | 平朋崇            | Hajime Mitsumasu                    | Hajime Mitsumasu                 |      |
| 11. | „Netsujō no Maria” (jap. 熱情のマリア)                                         | Nana Mizuki       | Yūsuke Katō                         | Yūsuke Katō                      |      |
| 12. | „Ego Ideal” (jap. エゴアイディール Ego Aidīru)                                 | Nana Mizuki       | Nana Mizuki                         | Hitoshi Fujima (Elements Garden) |      |
| 13. | „Eden” (jap. エデン)                                                           | Nana Mizuki       | Shinichi Fujimori (Aobozu)          | Hitoshi Fujima (Elements Garden) |      |
| 14. | „Ambivalence” (jap. アンビバレンス Anbibarensu)                                | Riyō Nakamura     | Riyō Nakamura                       | Riyō Nakamura                    |      |
| 15. | „Exterminate”                                                                  | Nana Mizuki       | Noriyasu Agematsu (Elements Garden) | Hitoshi Fujima (Elements Garden) |      |

## Notowania
| Lista                      | Pozycja |
| -------------------------- | ------- |
| Oricon Daily Albums Chart  | 2       |
| Oricon Weekly Albums Chart | 2       |
| Oricon Yearly Albums Chart | 49      |
| Billboard Japan Top Albums | 2       |